# Calvin Hoffman
Calvin Hoffman (geboren als Leo Hochman; * 1906; † Februar 1986) war ein amerikanischer Journalist, Presse-Agent und Schriftsteller. Er popularisierte durch sein Buch die Marlowe-Theorie.
Er machte 1955 durch sein Buch The Murder of The Man who was Shakspeare die bereits zuvor existierende, aber wenig bekannte Idee populär, dass nicht William Shakespeare aus Stratford-upon-Avon, sondern Christopher Marlowe der Urheber der Werke Shakespeares gewesen sei, dargestellt in einem Dokumentarfilm von Michael Rubbo, Much ado about something. Bereits Ende des 19. Jahrhunderts hatte Wilbur Gleason Zeigler in seinem Buch "It was Marlowe" die Theorie entwickelt, dass Christopher Marlowe der eigentliche Urheber der Shakespeareschen Werke sein müsse.
Die von Calvin Hoffman favorisierte und erweiterte Theorie für Christopher Marlowe wird wie wichtige andere Urheberschaftstheorien für Francis Bacon und Edward de Vere,Earl of Oxford bis heute von der Mehrheit des Shakespeare Experten, den sogenannten „Stratfordianern“, nicht akzeptiert und verworfen.

## Hoffmans Theorie

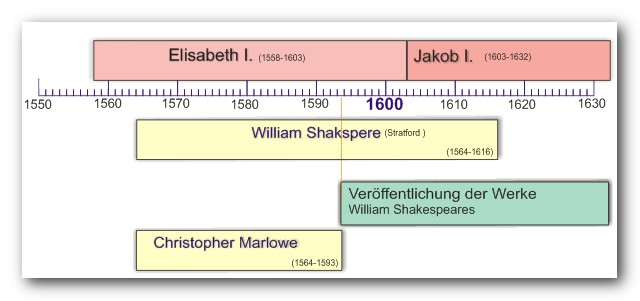
Zeittafel von William Shakespeare und Christopher Marlowe

Seine erweiterte Theorie besteht unter anderem in folgenden Aussagen:
- Verschiedenste Details des Lebens von William Shakespeare aus Stratford-on-Avon lassen erhebliche Zweifel aufkommen[6], dass er der Autor der Werke William Shakespeares gewesen sein könne.
- Shakespeare erscheint erstmals in seinem 30. Lebensjahr ohne vorherige Werke oder Frühwerke, kurz nachdem der gleichaltrige geniale Dramatiker und Dichter Christopher „Kit“ Marlowe endgültig von der Bildfläche verschwunden ist, also „vermutlich“ umgekommen war (siehe Abbildung).
- Marlowes angeblicher Tod in Deptford am 30. Mai 1593 entsprach nicht der Wahrheit. Sein Tod sei vorgetäuscht worden, da wichtige, ihn stützende Mitglieder des Kronrats ihn ansonsten dem Erzbischof von Canterbury John Whitgift und seiner Star Chamber wegen Ketzerei und Häresie und damit dem Tode hätten ausliefern müssen. Massivste Anklagen der Häresie[7][8] am Vortage seines Todes machten seinen realen Tod wegen Streits um eine gewöhnliche Rechnungsbegleichung extrem unwahrscheinlich.[9]
- Marlowe sei ins Exil zunächst nach Frankreich und Italien geflohen, wo er viele Jahre gelebt hätte, bevor er unter falschen Namen nach England zurückgekehrt sei. Er habe seine Manuskripte und Sonette nach England gesendet, wo sie der Öffentlichkeit unter dem Namen William Shakespeare, der als „Deckname“ einer existierenden Person fungierte, veröffentlicht worden seien.

Hoffman sammelte hunderte von ähnlichen Textstellen („Parallelismen“) zwischen den Werken von Marlowe and Shakespeare, die seiner Meinung nach klare Hinweise dafür ergaben, dass Shakespeare und Marlowe dieselbe Person waren.
Wichtige Marlowe-Forscher wie Peter Farey und A. Dolly Wraight wurden erstmals durch Hoffmans Buch zur Arbeit an diesem Thema angeregt. Hoffman und seine Frau vermachten ihr gesamtes Vermögen für einen jährlichen Preis der King's School in Canterbury, die Marlowe besucht hat für einen Essay über das Thema der Shakespeare-Marloweschen Urheberschaftsfrage.